# Anne-Henri-Louis de Caupenne
Pour les articles homonymes, voir Caupenne (homonymie) et Amou (homonymie).
Anne-Henri-Louis, marquis de Caupenne d'Amou (4 janvier 1742, Paris - 14 février 1798), est un général et homme politique français.

## Biographie
Il suit la carrière des armes, atteint le grade de maréchal de camp et est fait chevalier de l'ordre de Saint-Louis.
Lieutenant du roi à Bayonne, il est commandant pour le roi dans le pays de Labourd et autres pays adjacents.
Le 23 avril 1789, il est élu député de la noblesse aux États généraux par le bailliage de Labourd (Ustaritz).